# Еваристо Фернандес де Сан-Мігель
Еваристо Фернандес де Сан-Мігель-і-Вальєдор, герцог де Сан-Мігель (ісп. Evaristo Fernández de San Miguel y Valledor; 26 жовтня 1785 — 29 травня 1862) — іспанський військовик (генерал-капітан), історик і політичний діяч, державний секретар Іспанії від серпня 1822 до квітня 1823 року.